# فهرست سفیران ایران در کانادا

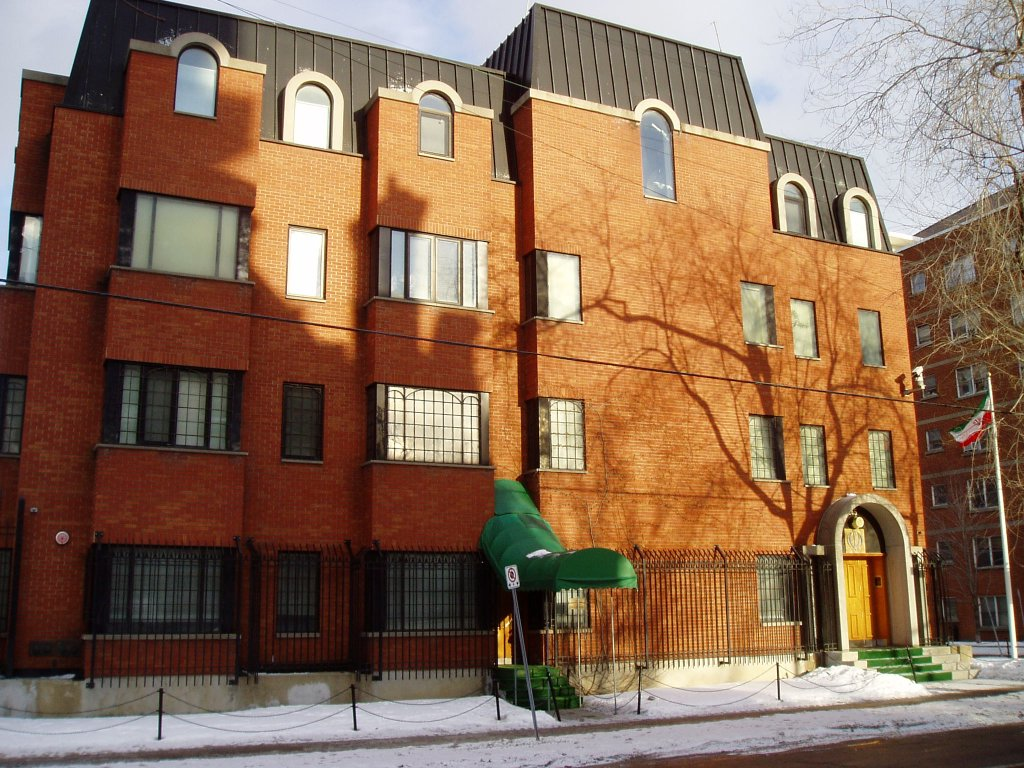
سفارت ایران در اتاوا

روابط خارجی ایران و کانادا از سال ۱۳۳۳ (۱۹۵۵ میلادی) آغاز شد، گرچه در این مدت به دلیل عدم تأسیس سفارت در ایران، امور توسط سفارت بریتانیا در تهران صورت می‌گرفت. پس از بازدید یک هیئت دیپلماتیک کانادایی از ایران در ۱۳۳۷ این کشور سفارت خود را دو سال بعد در تهران تأسیس کرد. روابط دو کشور در پی تنش‌های به وجود آمده پس از انقلاب ۵۷ در سال ۱۳۵۹ قطع شد و این وضعیت تا سال ۱۳۶۹ که سفارتخانه‌های دوکشور بازگشایی شد ادامه داشت. مبادله سفیر میان دو کشور در سال ۱۳۷۴ صورت گرفت. در طی این مدت مهاجرت گسترده ایرانیان به کانادا و همچنین قطع روابط و تحریم‌های آمریکا علیه ایران بر اهمیت برقراری روابط با کانادا افزود. به دلیل روابط تنگاتنگ همه‌جانبه میان آمریکا و کانادا، این کشور نقش مهمی در تأمین کالاهایی آمریکایی مورد نیاز ایران داشت. روابط ایران و کانادا تنها در دولت اول محمد خاتمی شرایط آرامی را تجربه کرد، رویداد قتل زهرا کاظمی روابط دو کشور را تا پایان دولت دوم وی تحت‌الشعاع قرار داد و پس از رویکار آمدن دولت محمود احمدی‌نژاد کنار گذاشته شدن سیاست تنش زدایی از دستور کار وزارت امور خارجه، روابط به شدت کاهش یافت و تنش‌های فراوانی را شاهد بود.
در ۱۷ شهریور ۱۳۹۱ کانادا در پاسخ به سیاست خارجی ایران و نگرانی از تأمین امنیت دیپلمات‌های کانادایی سفارتش را در تهران تعلیل کرد و روابط دیپلماتیکش را با ایران به حالت تعلیق درآورد.
سفارت ایران در اتاوا در خیابان روزولت شهر اتاوا و سفارت کانادا در تهران در خیابان کوه نور (شهید سرافراز) تهران، واقع شده است.
در حال حاضر سلطنت عمان به عنوان حافظ منافع جمهوری اسلامی ایران در کانادا می‌باشد.

## پهلوی
- علی معتمدی (وزیر مختار) ۲۰ اسفند ۱۳۳۴–مرداد ۱۳۳۷
- محمود اسفندیاری (وزیر مختار) آبان ۱۳۳۷–دی ۱۳۳۹
- فضل‌الله نورالدین کیا (وزیر مختار و سپس سفیر کبیر)
- محسن مرآت اسفندیاری ۱۳۴۶–۱۳۴۹
- محمد گودرزی ۱۳۴۹–۱۳۵۱
- پرویز عدل دی ۱۳۵۱[۱]–آبان ۱۳۵۳
- فضل‌الله رضا آبان ۱۳۵۳–آذر ۱۳۵۷
- ابوالحسن بختیار آذر ۱۳۵۷–انقلاب

## جمهوری اسلامی
- احمد کاظمی موسوی (کاردار موقت) انقلاب–خرداد ۱۳۵۸

؟
- سید محمدعلی موسوی (کاردار) ۱۳۶۵–؟
- سید محمدحسین لواسانی (سفیر) ۱۳۶۹–؟
- سید محمدحسین عادلی (سفیر) ۱۳۷۴–۱۳۷۸
- سید محمدعلی موسوی (سفیر) ۱۳۷۹–۱۳۸۳
- درخواست ویزا برای احمد عزیزی به عنوان سفیر رد شد.
- عباس عاصمی (کاردار) ۱۳۸۴–۱۳۸۷
- بهرام قاسمی (کاردار) ۱۳۸۷–۱۳۸۹
- سید مهدی محبی (کاردار) ۱۳۸۹–۱۳۹۰
- کامبیز شیخ‌حسنی (کاردار)۱۳۹۰–۱۳۹۱

قطع روابط سیاسی و اقتصادی ایران و کانادا